# شویچی ساکاتا
شویچی ساکاتا (انگلیسی: Shoichi Sakata؛ ‎ ۱۸ ژانویهٔ ۱۹۱۱ – ۱۶ اکتبر ۱۹۷۰) فیزیک‌دان اهل ژاپن بود.